# 信实工业
信实工业公司（Reliance Industries Limited，簡稱RIL），也譯作信任工业公司或印度瑞來斯實業公司，是印度最大的私营集团，在1966年成立，也是世界第二大的私营集团，其最大股东为穆克什·安巴尼。
信任工业在美國《財富》雜誌2008年評選的全球500强企业中，排名206。也是2008年《富比士》雜誌選出的 "world's 100 most respected companies" 中，唯一的印度公司。

## 歷史
公司由德鲁拜·安巴尼和占巴勒·达马尼（Champaklal Damani）创立于1960年代，当时叫信实商业公司（Reliance Commercial Corporation），1965年达马尼退出，德鲁拜继续经营公司，主营聚酯纤维生意。1973年5月8日，公司改名信实工业有限公司（Reliance Industries Limited）。1975年公司进军纺织业，开始使用商标“Vimal”。1977年，公司公开上市。
2019年8月12日，沙特阿美斥資150億美元（含債務）收購印度信實工業石油和化學品業務20%股權。